# Sei Sentosa
Sei Sentosa is een bestuurslaag in het regentschap Labuhan Batu van de provincie Noord-Sumatra, Indonesië. Sei Sentosa telt 3646 inwoners (volkstelling 2010).